# کالیپوس سیراکوزی
کالیپوس سیراکوزی (یونانی باستان: Κάλλιππος Συρακούσιος؛ – درگذشته ۳۰۱ پیش از میلاد) یک آتنی بود که شاگرد افلاطون شد. دیون حکمران ظالم آینده سیراکوز، کالیپوس را به‌عنوان عضوی از ارتش خود استخدام کرد و به سیراکوز حمله کرد، ارتش او با ۸۰۰ مزدور وارد سیراکوز شد و کنترل شهر را به دست گرفت و حکمران قبلی، برادرزاده دیون، دیونیسیوس دوم را از بین برد.
کالیپوس با دیون به سیسیل سفر کرد تا سیراکوز را تصرف کند، سپس با ترور دیون به قدرت رسید، اما قبل از این‌که خودش از قدرت برکنار شود، مدت کوتاهی حکومت کرد. پس از آن او گروهی از مزدوران را فرماندهی کرد که بعداً او را با همان شمشیری که برای کشتن دیون استفاده کرد، کشتند. کالیپوس برای مدت کوتاه سیزده ماه از ۳۵۴ تا ۳۵۲ قبل از میلاد حکومت کرد.